# Рунге, Филипп Отто
Фи́липп О́тто Ру́нге (нем. Philipp Otto Runge; 23 июля 1777, Вольгаст, Мекленбург-Передняя Померания — 2 декабря 1810, Гамбург) — художник немецкого романтизма, живописец и график, прозаик, поэт, теоретик искусства, создатель оригинальной теории символизма цветового строя живописной картины.

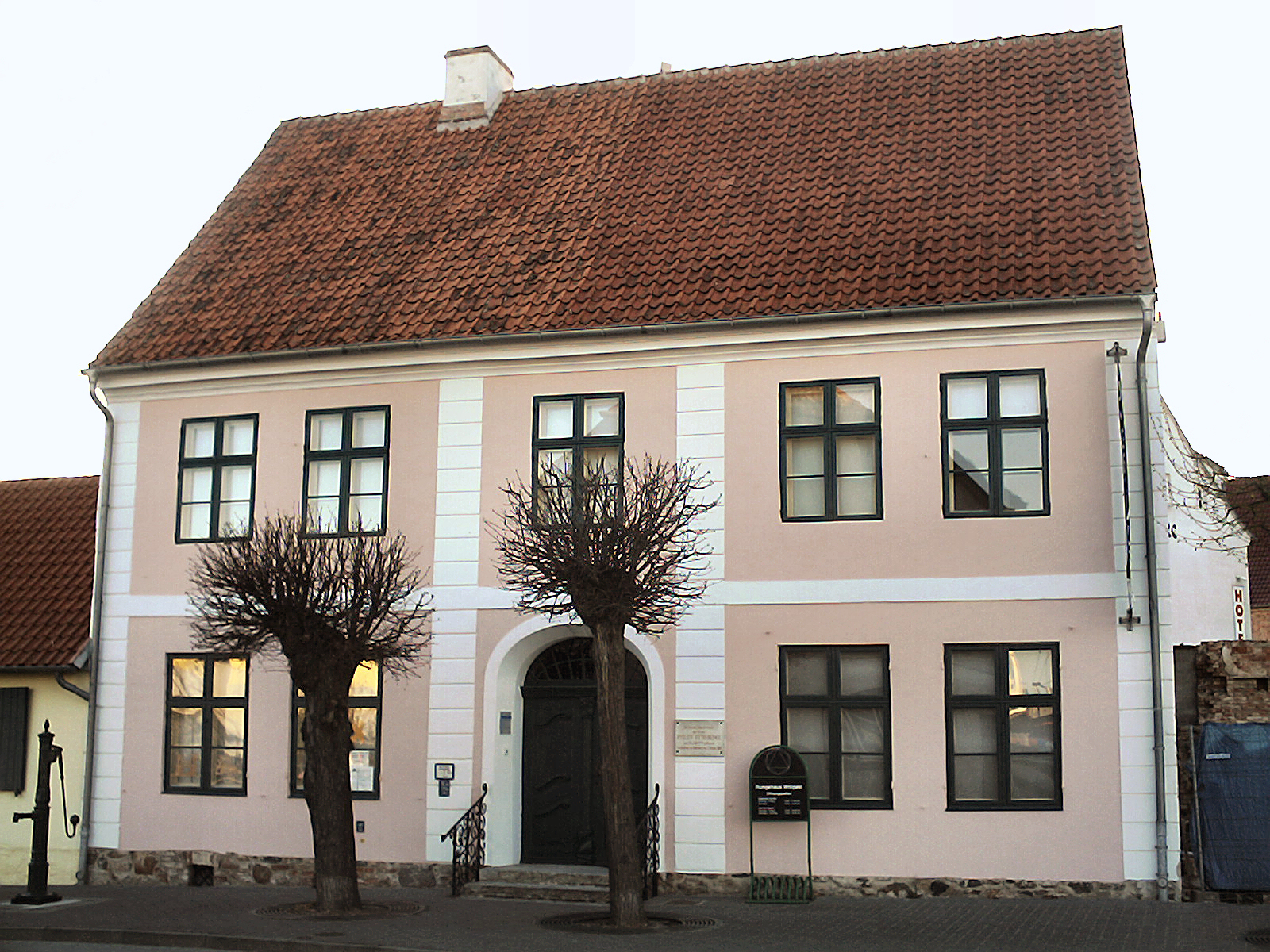
Дом Рунге в Вольгасте. Музей художника

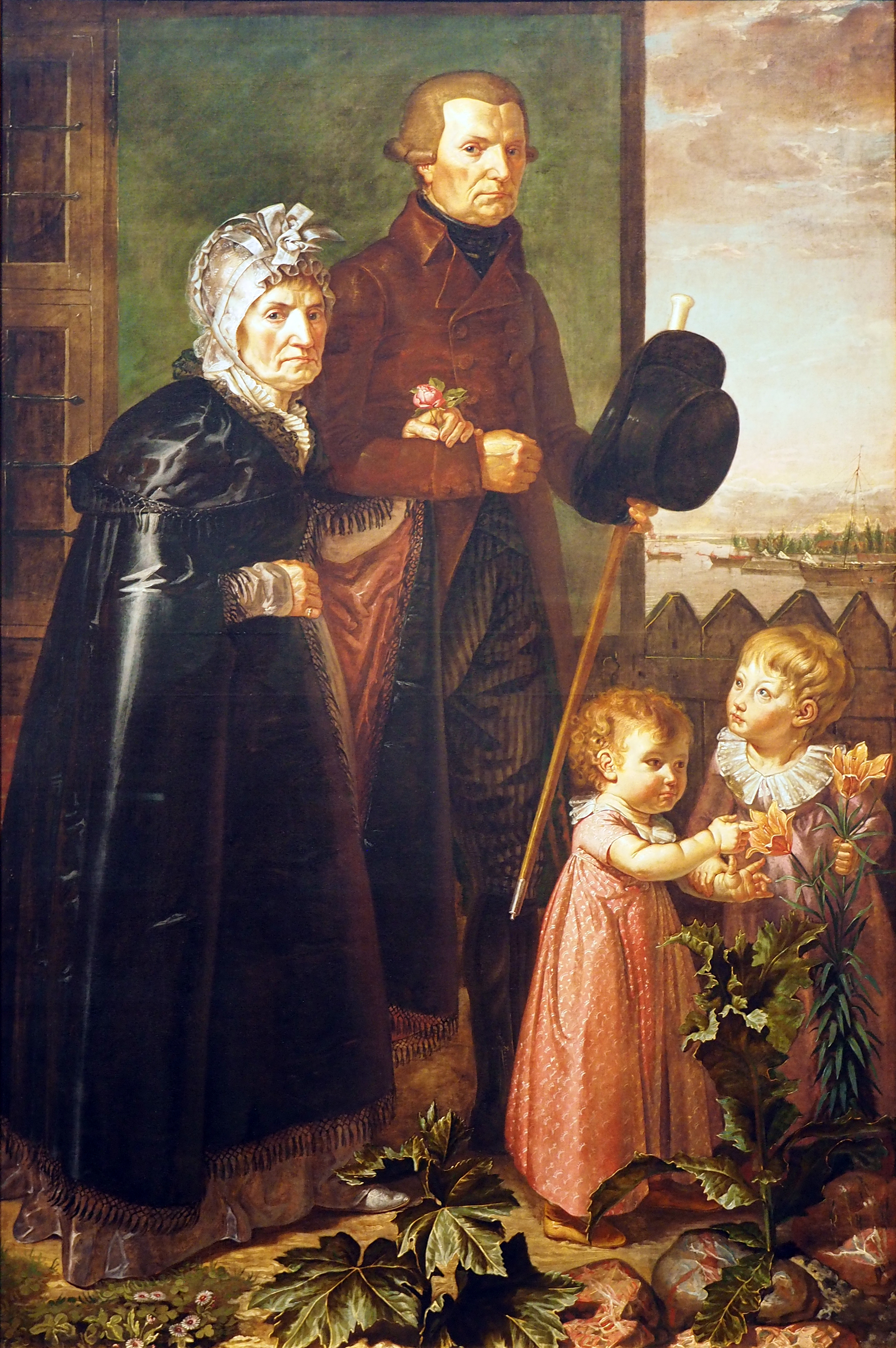
Ф. О. Рунге. Портрет родителей. 1806. Холст, масло. Кунстхалле, Гамбург

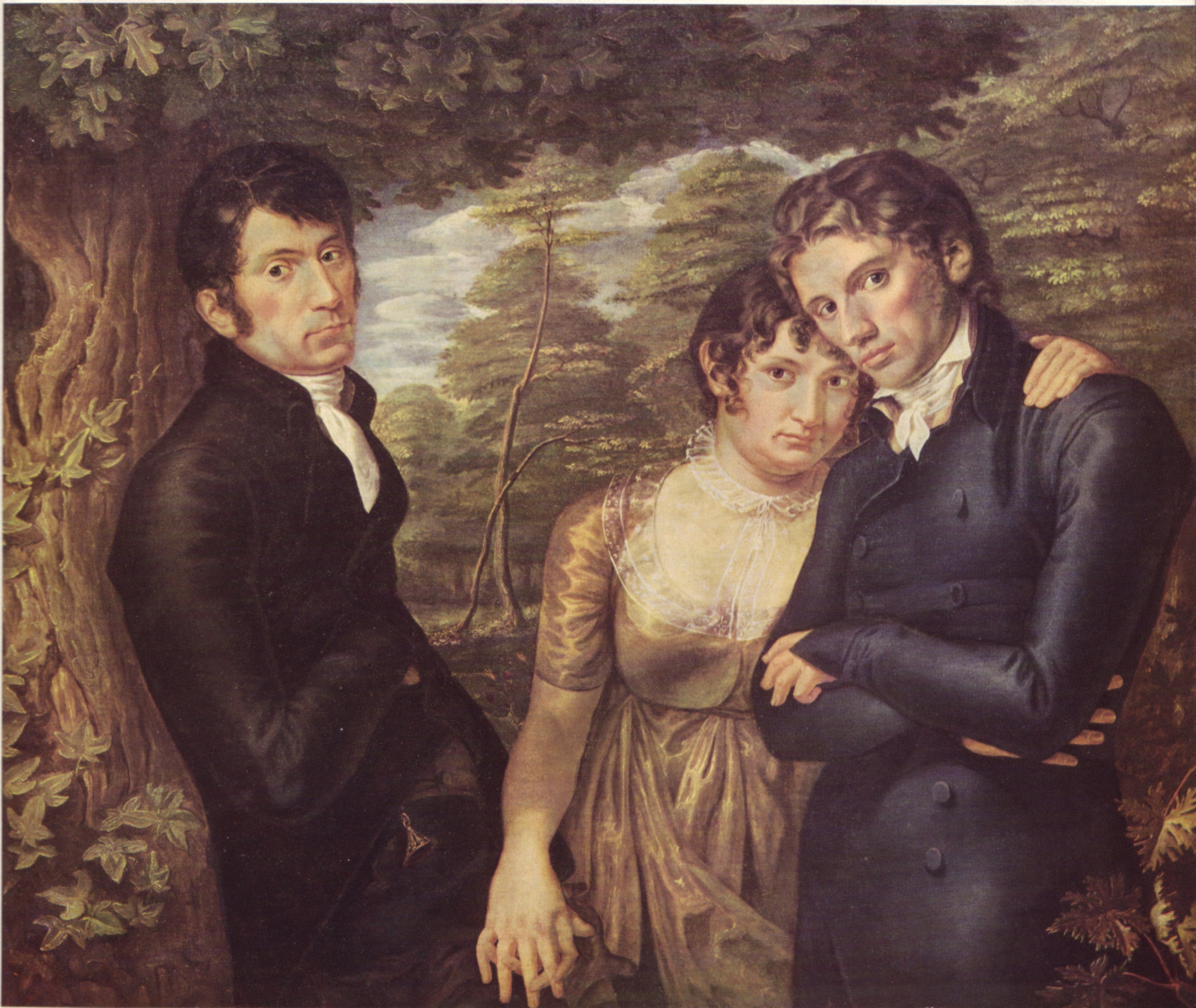
Мы трое (автопортрет художника (справа) вместе с женой Полиной и братом Иоганном Даниэлем Рунге, слева). 1805. Холст, масло (картина погибла при пожаре)

## Биография
Рунге родился в приморском и торговом городе Вольгаст в Западной Померании, находившейся в тот период под управлением Швеции. Он был девятым из одиннадцати детей Даниэля Николауса Рунге (1737—1825) и Магдалены Доротеи (1737—1818), дочери кузнеца Даниэля Кристиана Мюллера. Его дед по отцовской линии, Николаус Рунге (1700—1766), происходил из фермерской семьи Рюген, поселился в Вольгасте после 1720 года и в 1729 году получил гражданство. Отец художника, Даниил Николаус, был торговцем и судовладельцем. Филипп Отто в раннем детстве заболел туберкулезом лёгких и не смог продолжить отцовское дело, но зато реализовал своё желание стать художником.
В 1789 году Рунге посещал школу в Вольгасте, руководителем которой был лютеранский пастор и поэт Людвиг Козегартен. В 1792 году Рунге серьёзно заболел и в 1795 году вместе со своим старшим братом Даниелем (впоследствии его трудами были изданы статьи, письма и заметки художника) переехал в Гамбург, чтобы начать обучение «комиссионному и экспедиторскому делу». Круг друзей его брата, в который входили поэт Маттиас Клаудиус, издатель Юстус Пертес и коллекционер произведений искусства Йоханнес Михаэль Спектер, а также встреча с Фридрихом Готлибом Клопштоком, вдохновили Рунге к серьёзным занятиям рисунком и изучению античных авторов.
После первых уроков рисования в 1797 году в Гамбурге у Генриха Иоахима Хертериха и Гердта Хардорфа Старшего Рунге с 1799 по 1801 год учился в датской Королевской академии искусств в Копенгагене. Рисовал обнажённую натуру, изучал анатомию, геометрию и перспективу у Николая Абильдгаарда, учителя Торвальдсена. Затем он с 1801 по 1804 год учился у Антона Граффа в Дрезденcкой академии изобразительных искусств, где он познакомился с «дрезденскими романтиками», особенно с Каспаром Давидом Фридрихом, Иоганном Готфридом Квисторпом и Людвигом Тиком, углубился в мистические трактаты Якоба Бёме, на которые обратил его внимание Тик.
Во время поездки в Веймар с 14 по 19 ноября 1803 года Рунге в доме Кристиана Готтлоба фон Фойгта встретился с Иоганном Вольфгангом фон Гёте. Он также посещал поэта вместе с Людвигом Тиком 17 и 18 ноября. Во время этих встреч Рунге и Гёте долго обсуждали искусство и натурфилософские проблемы. Питаясь разными источниками, они шли в сходном направлении: Гёте, всегда более чем сдержанно относившийся к романтизму, с неизменным одобрением высказывался о творчестве и теоретизировании Рунге. Они продолжали поддерживать дружеские и деловые отношения. 26 апреля 1806 года Рунге прислал Гёте рисунки и гравюры для его цикла «Четыре времени суток», а также свои заметки по символике цвета. В последующей переписке со 2 июня 1806 года и до смерти Рунге поэт и живописец обменивались идеями о природе и свойствах восприятия цвета в искусстве.
В 1808 году Рунге стал почётным членом Патриотического общества.
В 1804 году Филипп Отто Рунге женился в Дрездене на Полине Сюзанне Бассенге (1785—1881) и переехал в Гамбург. У супругов было четверо детей. Младший ребенок родился на следующий день после смерти Рунге в 1810 году и получил имя отца. Другой сын Рунге — Отто Сигизмунд Рунге (1806—1839) стал скульптором-декоратором, в 1824—1826 годах учился в Берлине у К. Ф. Тика, затем в Италии, у Торвальдсена.
Филипп Отто Рунге скончался в 1810 году в Гамбурге от туберкулёза.
Живописные пейзажи Рунге и его концепция художественного оформления всего окружения людей выдвигают его на особое место среди теоретиков и практиков немецкого романтизма. Рунге также внёс вклад в немецкую литературу, написав несколько стихотворений. Он сочинил две сказки («Van den Machandelboom» и «Van den Fischer und siine Fru») и предоставил их братьям Гримм.
Значительная часть наследия Рунге, в том числе важная для него картина «Мы трое» (автопортрет вместе с женой и братом), была уничтожена при пожаре мюнхенского Стеклянного дворца в 1931 году. Почти все сохранившиеся картины Рунге можно найти в Гамбургском Кунстхалле, где в 1977—1978 годах проходила выставка «Рунге и его время» (Runge und seine Zeit). Некоторые из его произведений также хранятся в Музее истории культуры города Штральзунда и в Поморском государственном музее в Грайфсвальде. По случаю 200-летия со дня смерти художника 2 декабря 2010 года в Гамбургском Кунстхалле прошла выставка «Космос Рунге. Утро романтики открывается» (Kosmos Runge. Der Morgen der Romantik eröffnet). Затем выставка отправилась в художественную галерею «Hypo Culture Foundation» в Мюнхене.
Переписка Рунге с Клеменсом Брентано была опубликована в виде книги в 1974 году под редакцией Конрада Фейлхенфельдта. Рунге — один из героев романа Гюнтера Грасса «Камбала» (1977).

## Особенности живописного творчества и философия пейзажа Ф. О. Рунге
Живописное творчество Рунге по своим устремлениям было близко «дрезденским романтикам» во главе с Каспаром Давидом Фридрихом, но по индивидуальному стилю, особенно сентиментальному в графике, Рунге тяготел к эстетике бидермайера. Свою «философию пейзажа души», близкую йенскому романтизму, Рунге сформулировал в девизе: «Всё тяготеет к ландшафту, постигающему универсум».
Под влиянием романа Людвига Тика «Странствия Франца Штернбальда» (1798) Рунге развил умозрительный взгляд на «пейзаж» как на «великий иероглиф» (Großer Hieroglyphe). По мнению Рунге, «глубочайшая мистика религии» могла выразиться только в новом искусстве особого «пейзажа», который он имел в виду, составлявшего ядро его романтической художественной концепции. Рунге был вдохновлён идеей объединения живописи, поэзии, музыки и архитектуры в единое произведение искусства: Гезамткунстверк (нем. Gesamtkunstwerk). Он пытался переводить на немецкий «Поэмы Оссиана» и рисовал к ним иллюстрации. Испытав влияние мистика Якоба Бёме, Рунге предсказывал «гибель католицизма».
Картина Рунге «Утро» (1808) считается его основной живописной работой. «Утро» должно было стать частью серии религиозных фресок под названием «Времена суток»: четыре картины должны были быть установлены в «готической капелле» в сопровождении музыки и поэзии, что, как надеялся Рунге, должно было стать ядром новой религии. Серия, за исключением «Утра» и «Дня», так и не вышла за рамки подготовительных рисунков, четыре варианта в гравюрах Рунге подарил Гёте и они были выставлены в музыкальной комнате поэта.

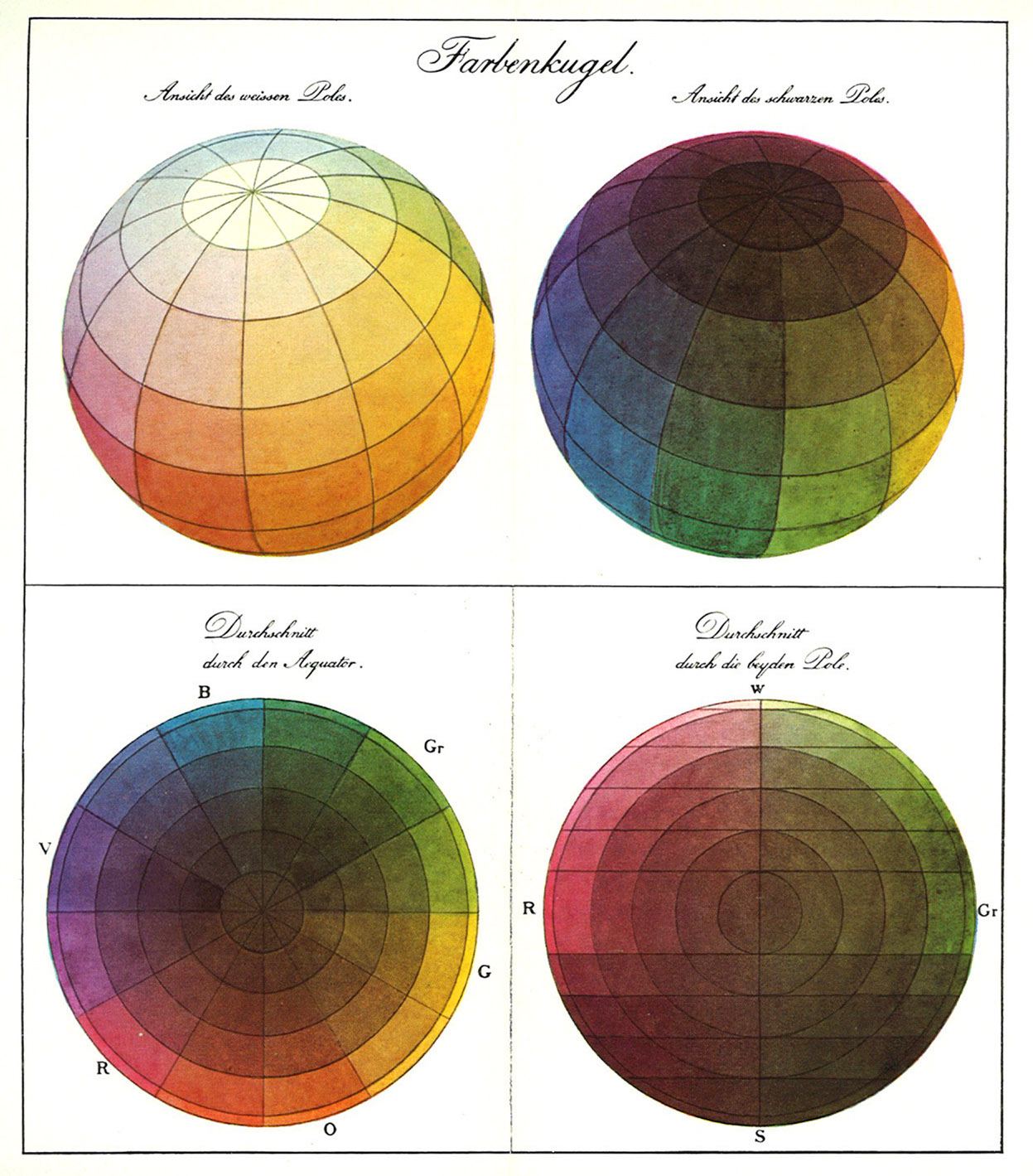
Цветовая сфера Рунге

## Теория цвета
В 1810 году Рунге опубликовал трактат о цветоделении и цветовой классификации «Цветовая сфера» (Farben-Kugel). Примечательно, что сочинение Гёте «К теории цвета» (Zur Farbenlehre) появилось в том же году. Полное название книги Рунге: «Цветовой шар, или Схема соотношений всех смешивающихся друг с другом цветов и их полное родство. С приложением опытов по вопросам гармонии при подборе красок».
В этой теме у Рунге были непосредственные предшественники. В 1771 году австрийский энтомолог Игнац Шиффермюллер опубликовал в Берлине работу «Опыт систематики цвета» (Versuch eines Farbenstems), в которой обосновал идею цветового круга, а Ф. К. Петерс издал статью «О значении цвета в природе». Значение труда Рунге заключается в том, что он отошёл от традиционных моделей цветометрии: цветовой шкалы или цветового круга, в котором последовательно расположены семь тонов спектра так, как они возникают в природе при разложении белого света (красный, оранжевый, жёлтый, зелёный, голубой, синий, фиолетовый). Рунге предложил трёхмерное «цветовое тело» дающие наглядное представление о взаимодействии хроматических тонов. При этом Рунге рассматривал цвет исключительно в духовном смысле: «Цвет всегда мистичен и должен оставаться таковым… Свет — добро, а мрак — зло».
Ф. О. Рунге учитывал данные психологии восприятия цвета, но делал свои выводы на основе опыта с красками, что приближало его теорию к практике живописи. Три «основные краски»: красную, жёлтую и синюю, он разместил на вершинах воображаемого равностороннего треугольника. При смешении эти краски дают три других: оранжевую, зелёную и фиолетовую. Поэтому свой треугольник Рунге заключил в круг. При этом художник следовал не только ньютоновской традиции основных и дополнительных цветов, но каждому придавал символический смысл. Вершина треугольника (красный цвет) — это «мир идеальной любви», а нижние вершины и соответствующие части цветового круга означают различные «типы мужского характера» (красный, жёлтый, оранжевый) и «женской души» (синий, фиолетовый, сине-зелёный). Все производные оттенки Рунге соотносил с различными темпераментами и «состояниями духа». Таким образом он попытался обосновать психологическое значение тёплых и холодных цветов.
В модели Рунге на экваторе расположены основные тона хроматического ряда (цветового круга). Далее Рунге добавил белую и чёрную краски, расположенные на «полюсах» цветовой сферы. На «северном полюсе» находится белый цвет, на «южном» — чёрный. Соответственно по меридианам располагаются все оттенки, получающиеся от смешения белого и чёрного с цветными (хроматическими) тонами, то есть с градациями по светлоте, насыщенности и яркости. По экватору располагаются самые насыщенные тона хроматического ряда, а по меридианам — убывающие (к чёрному полюсу) или усиливающиеся (к белому полюсу) по светлоте (светлотности) тона.
Работа Рунге осталась в рукописи, которую он послал Гёте. Сферическая система расположения цветов была запатентована в 1900 году Альбертом Генри Манселлом. Однако несмотря на появление последующих и более подробных моделей, теория Рунге не потеряла своего значения и до настоящего времени востребована наукой колористикой и практикой работы живописцев, декораторов, архитекторов и дизайнеров.

## Галерея

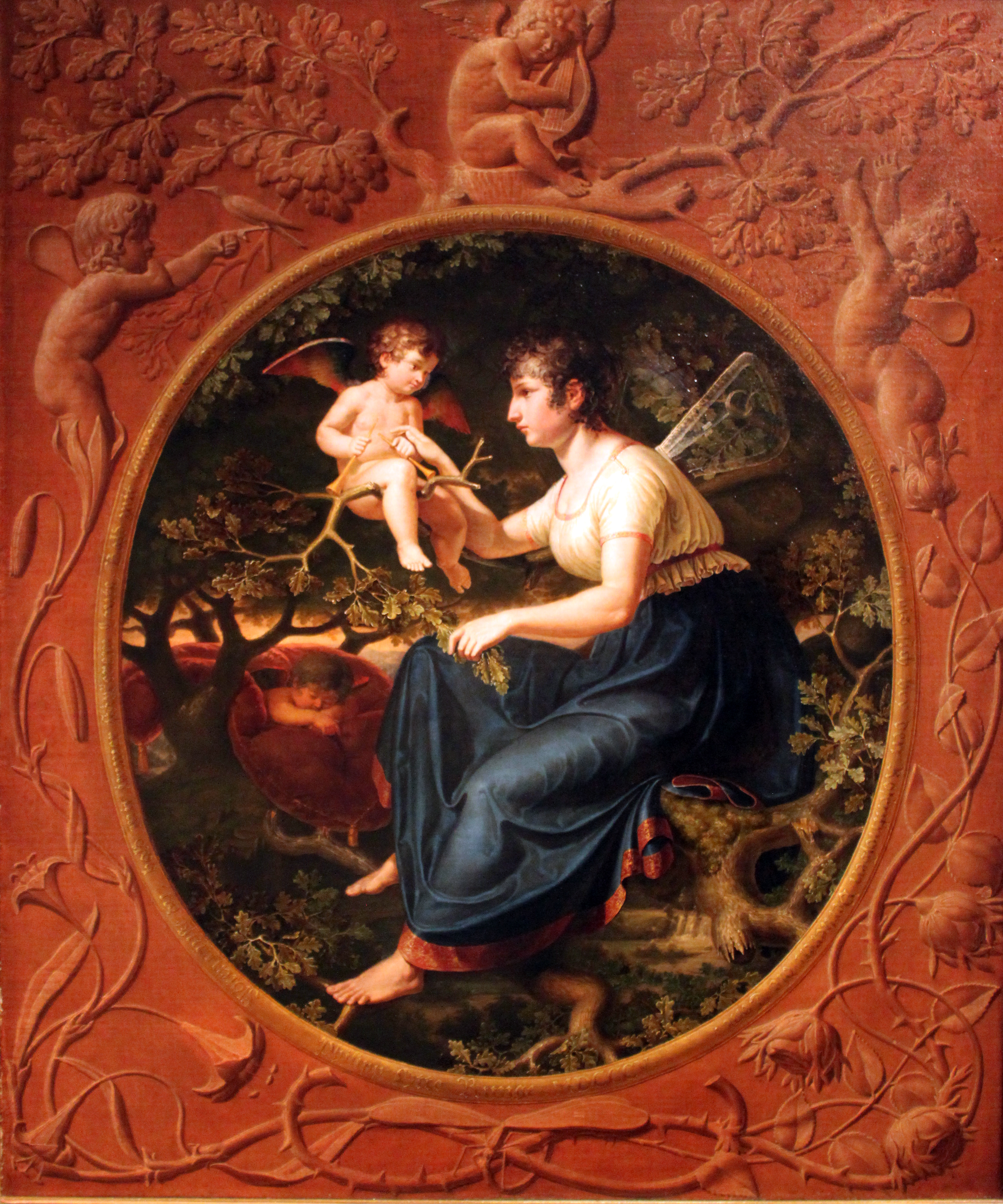
Обучение соловья. 1805. Холст, масло. Кунстхалле, Гамбург
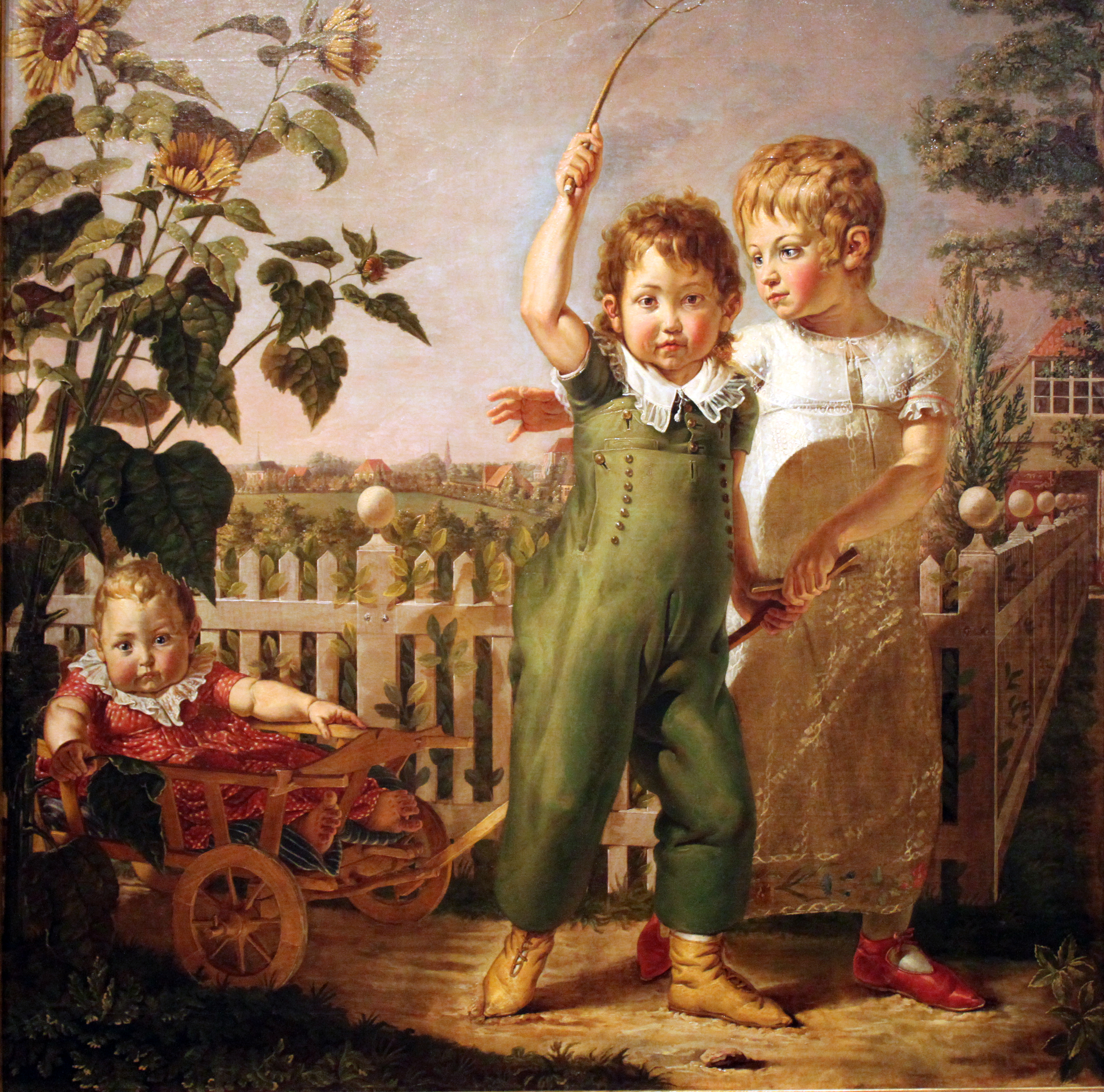
Дети Хюльзенбека. Между 1805 и 1806. Холст, масло. Кунстхалле, Гамбург
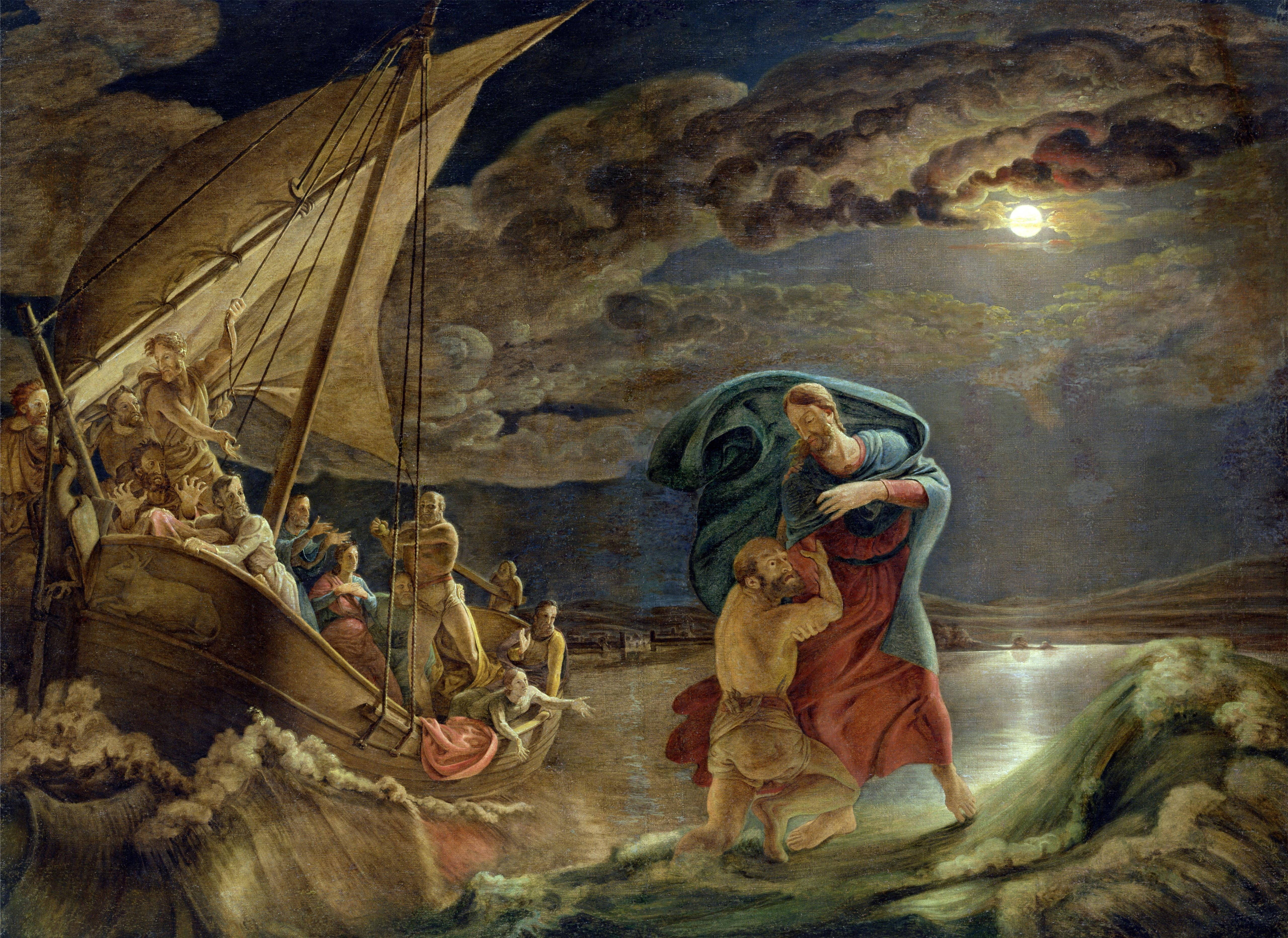
Пётр в море. Ок. 1806. Холст, масло. Кунстхалле, Гамбург
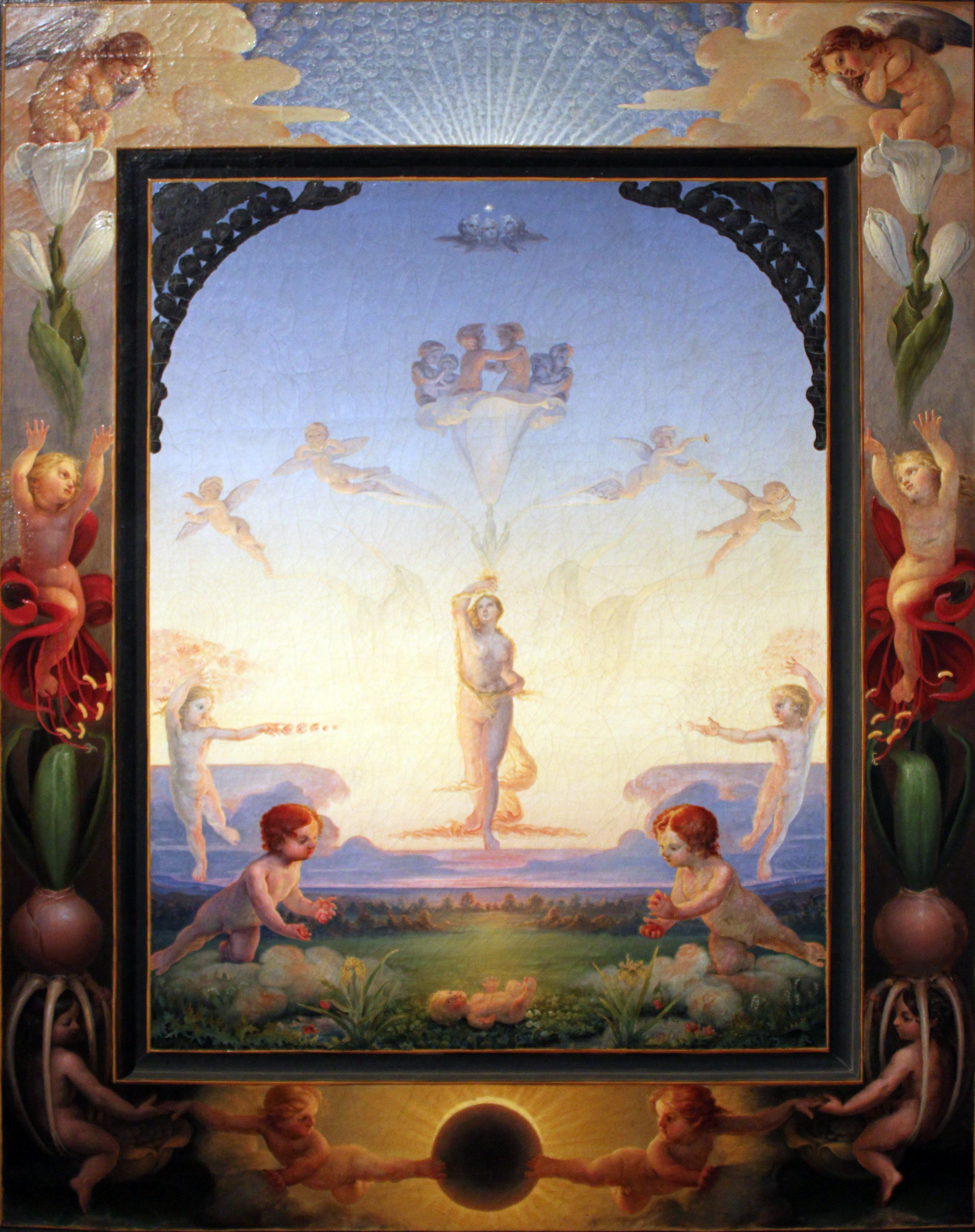
Утро (первый вариант). 1808. Холст, масло. Кунстхалле, Гамбург
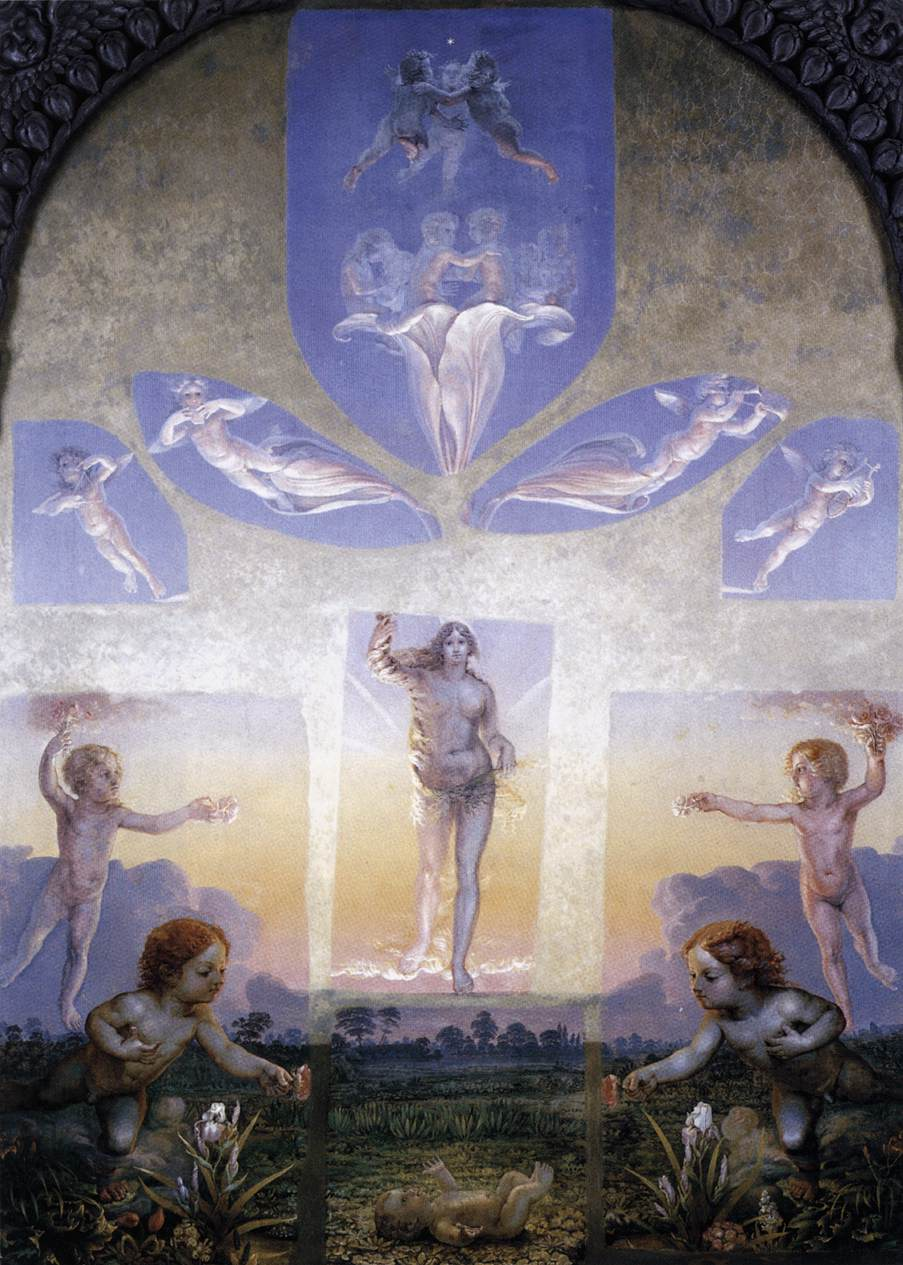
Большое утро. 1809—1810. Холст, масло. Кунстхалле, Гамбург
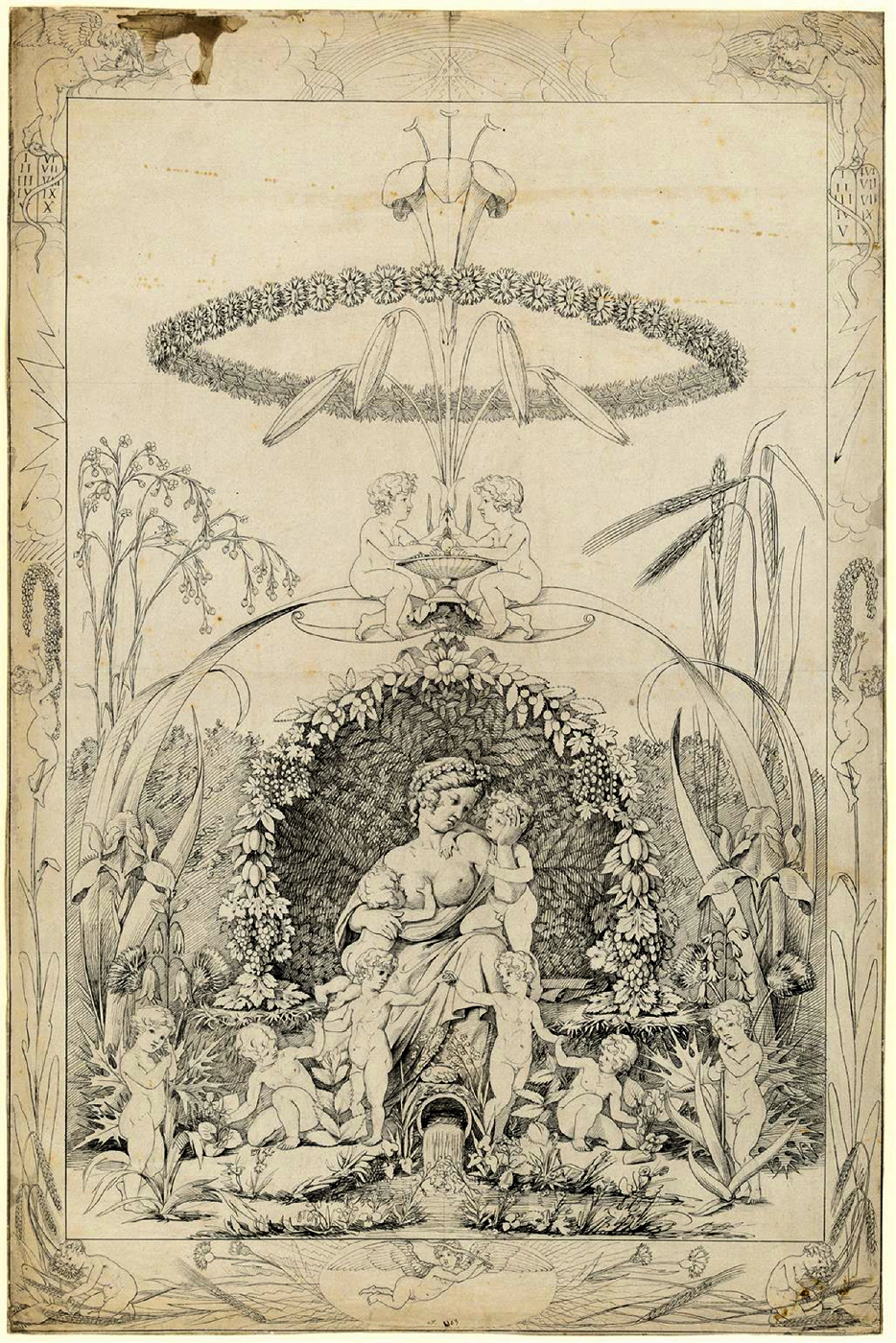
День. 1803. Бумага, карандаш, перо, чернила. Кунстхалле, Гамбург
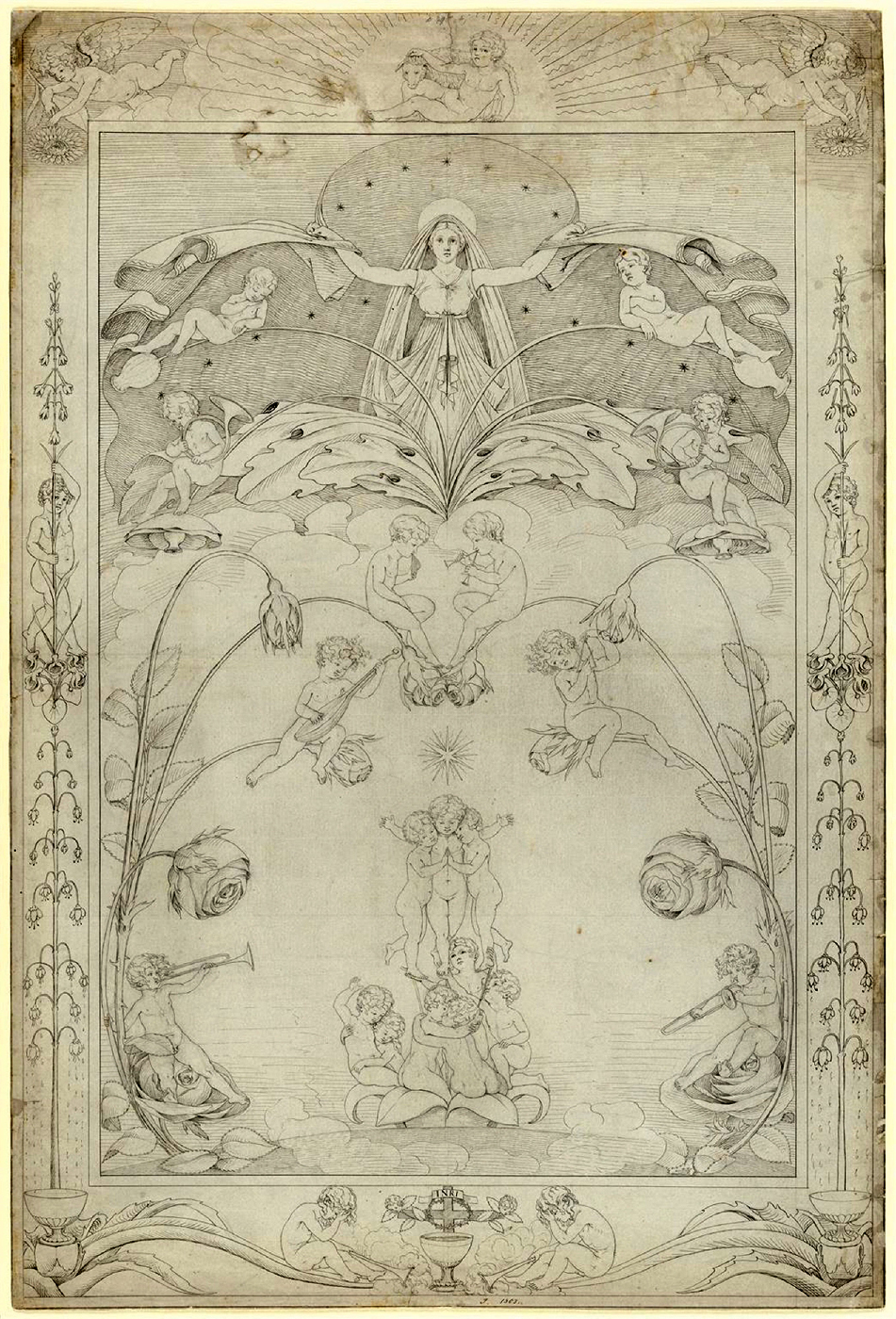
Вечер. 1803. Бумага, карандаш, перо, чернила. Кунстхалле, Гамбург
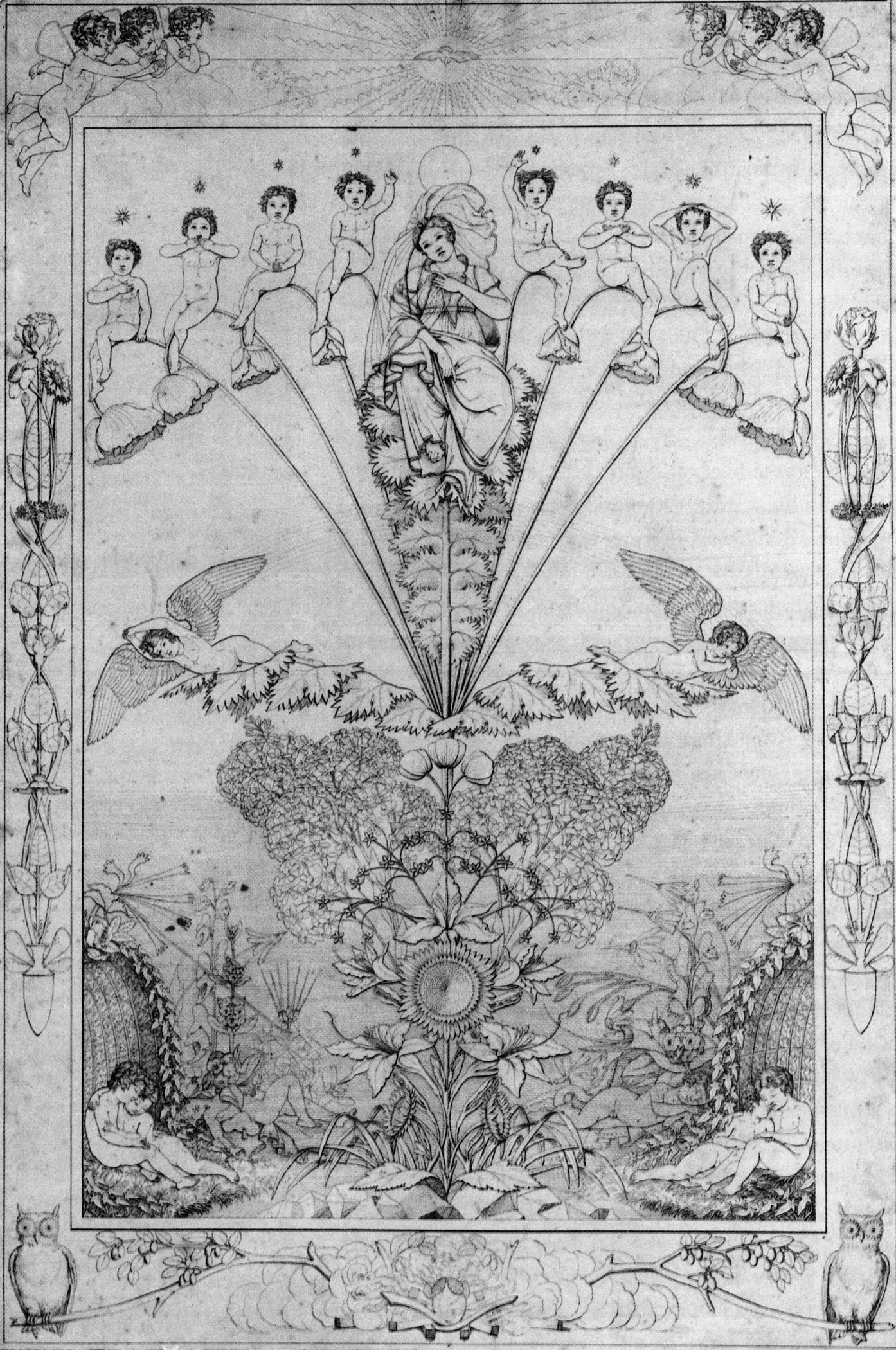
Ночь. 1803. Бумага, карандаш, перо, чернила. Кунстхалле, Гамбург
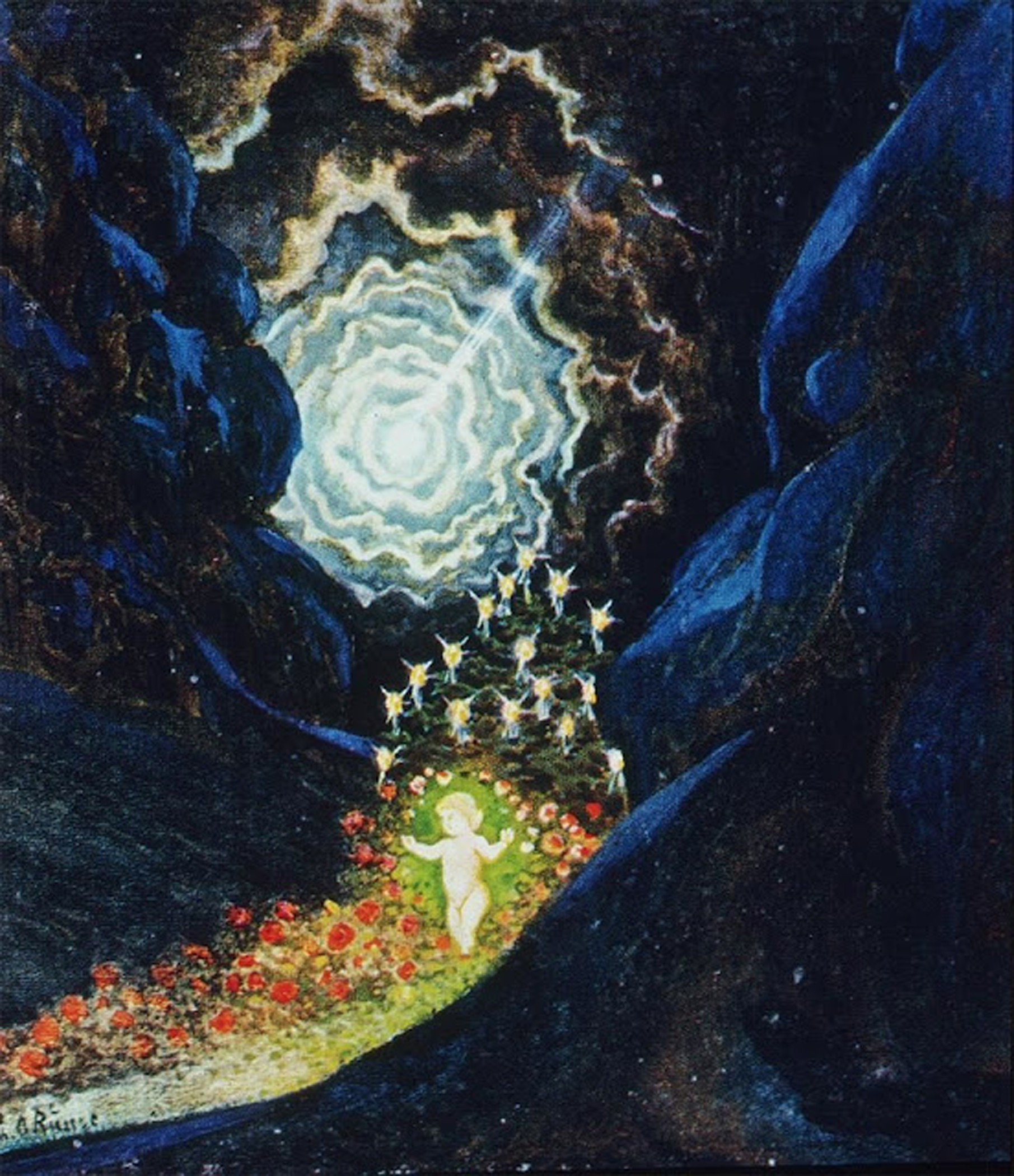
Pождение души человека. Ок. 1806. Дерево, масло. Частное собрание

## Публикации на русском языке
- Мастера искусств об искусстве. Т.4. — М.: Искусство, 1967, — С. 388—405
- Стихотворения / Пер. С. Аверинцева // Поэзия немецких романтиков. — М.: Художественная литература, 1985, — С. 247—249.
- Из писем // Эстетика немецких романтиков/ Сост., пер., коммент. Ал. В.Михайлова. — М.: Искусство, 1987, — С. 448—481.